# Hrabstwo Winston (Alabama)
Winston – hrabstwo w stanie Alabama w USA. Populacja liczy 24 843 mieszkańców (stan według spisu z 2000 roku).
Powierzchnia hrabstwa to 1637 km². Gęstość zaludnienia wynosi 8 osób/km².

## Miejscowości
- Addison
- Arley
- Double Springs
- Haleyville
- Lynn
- Natural Bridge